# Hylaeus rugicollis
Hylaeus rugicollis is een vliesvleugelig insect uit de familie Colletidae. De wetenschappelijke naam van de soort is voor het eerst geldig gepubliceerd in 1873 door Morawitz.